# Memnonia brunneus
Memnonia brunneus är en insektsart som beskrevs av Ball 1900. Memnonia brunneus ingår i släktet Memnonia och familjen dvärgstritar. Inga underarter finns listade i Catalogue of Life.